# バーバ・ヤーガ (航空機)
バーバ・ヤーガ（Baba Yaga）は、2022年ロシアのウクライナ侵攻中に使用されたウクライナの大型爆撃ドローンの愛称である。エアロロズヴィドカ R18、カジャン、ネメシス、バンパイアを含む幾つかのモデルがバーバ・ヤーガと呼ばれている。

## 愛称
「バーバ・ヤーガ」は、スラブ神話に登場する臼に乗り飛び回る超自然的な魔女「バーバ・ヤーガ」を指している。2023年8月、デイリー・ビーストは、ロシア連邦軍のチェチェン人兵士が、このドローンには爪があり、兵士達を連れ去ることができると主張したと報じた。

## ギャラリー

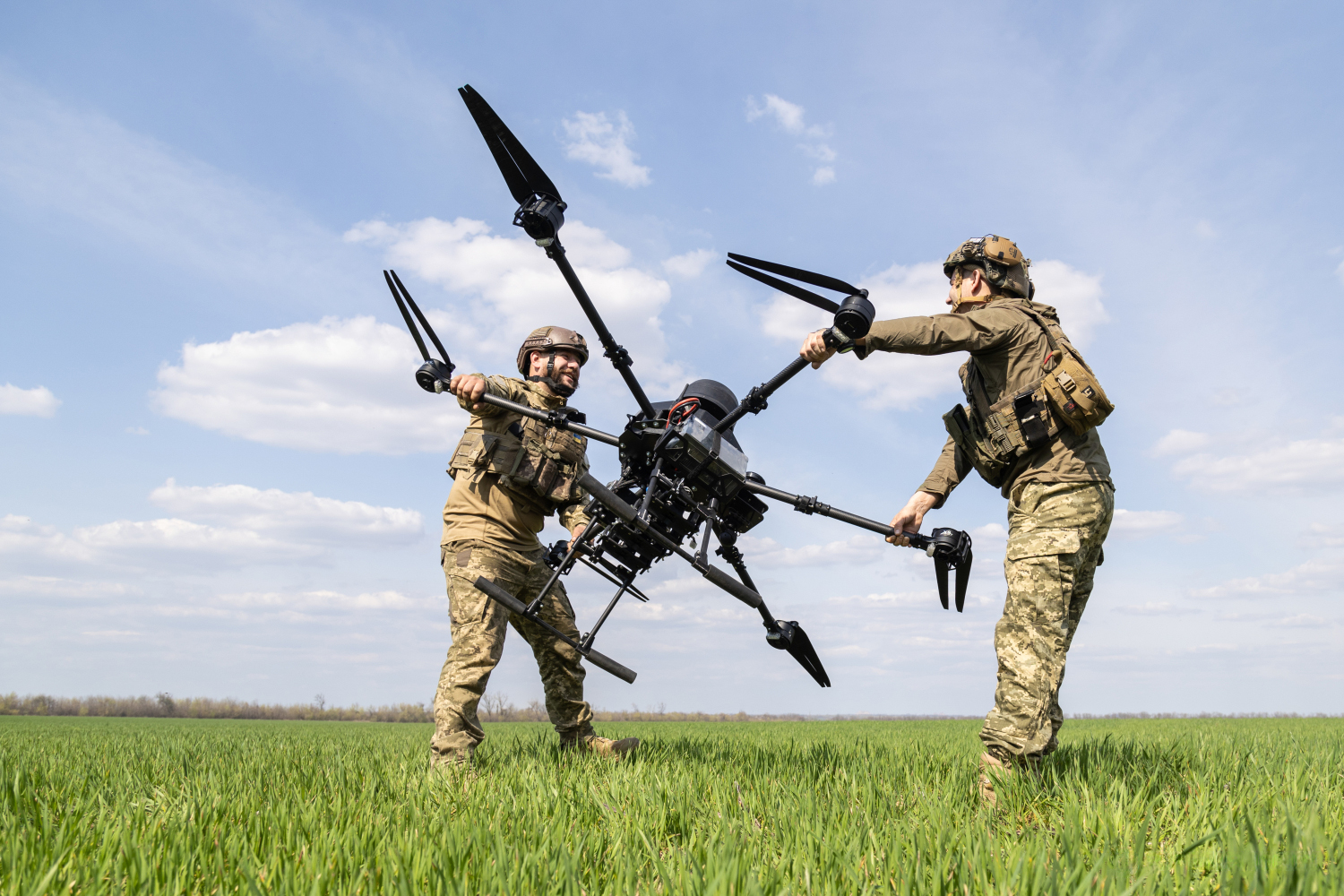
ドローンのキャリブレーション
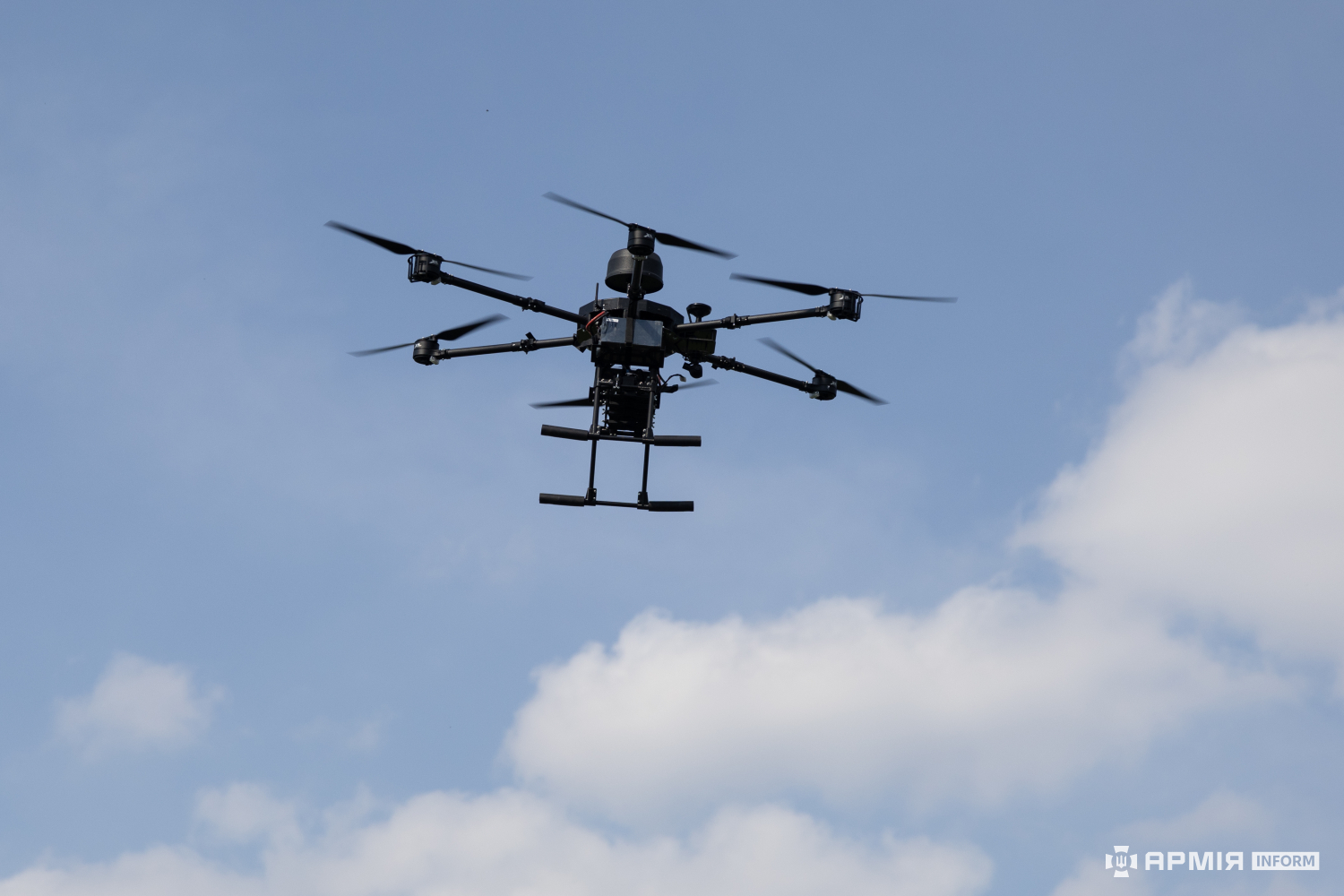
飛行中
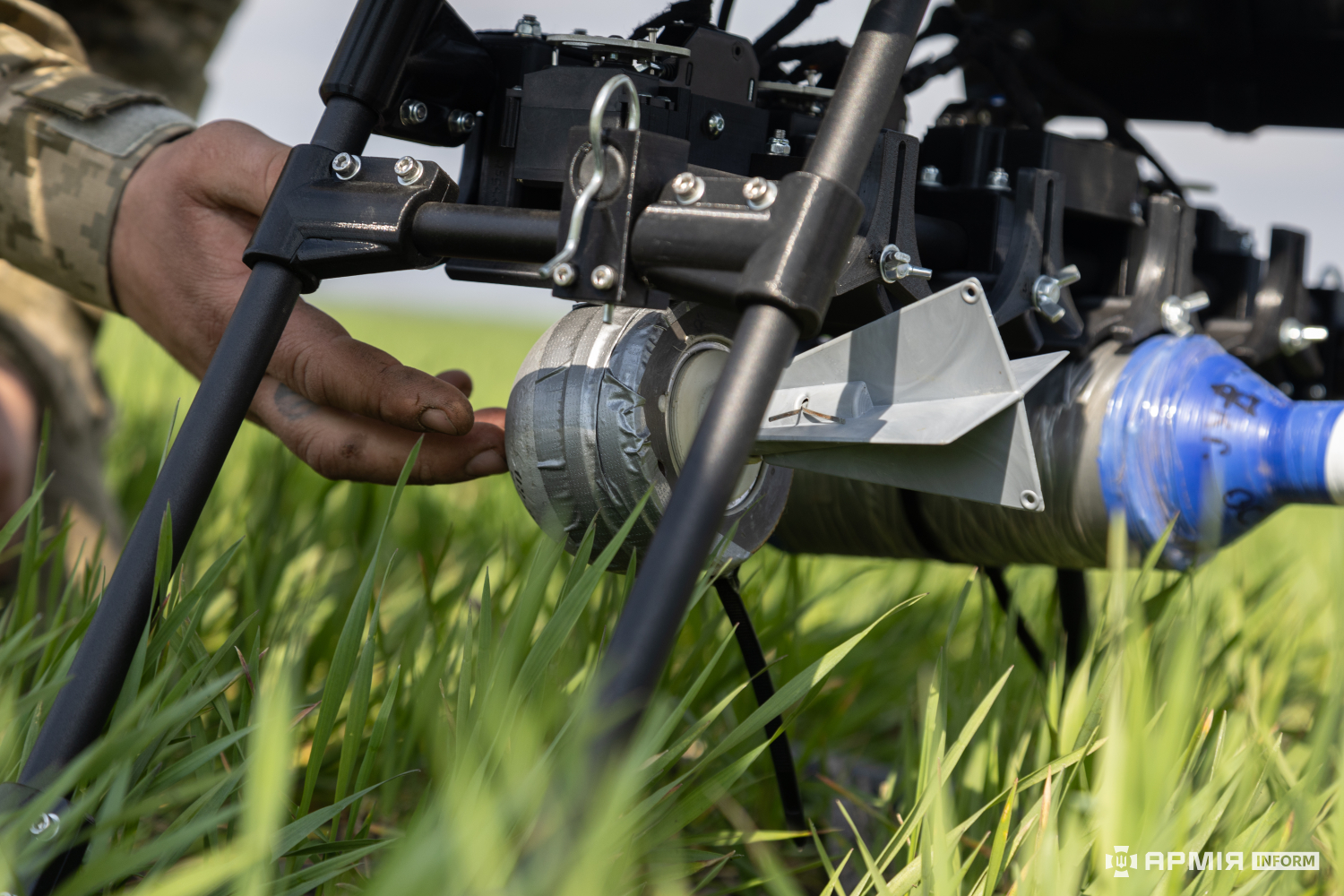
吊り下げられた爆弾
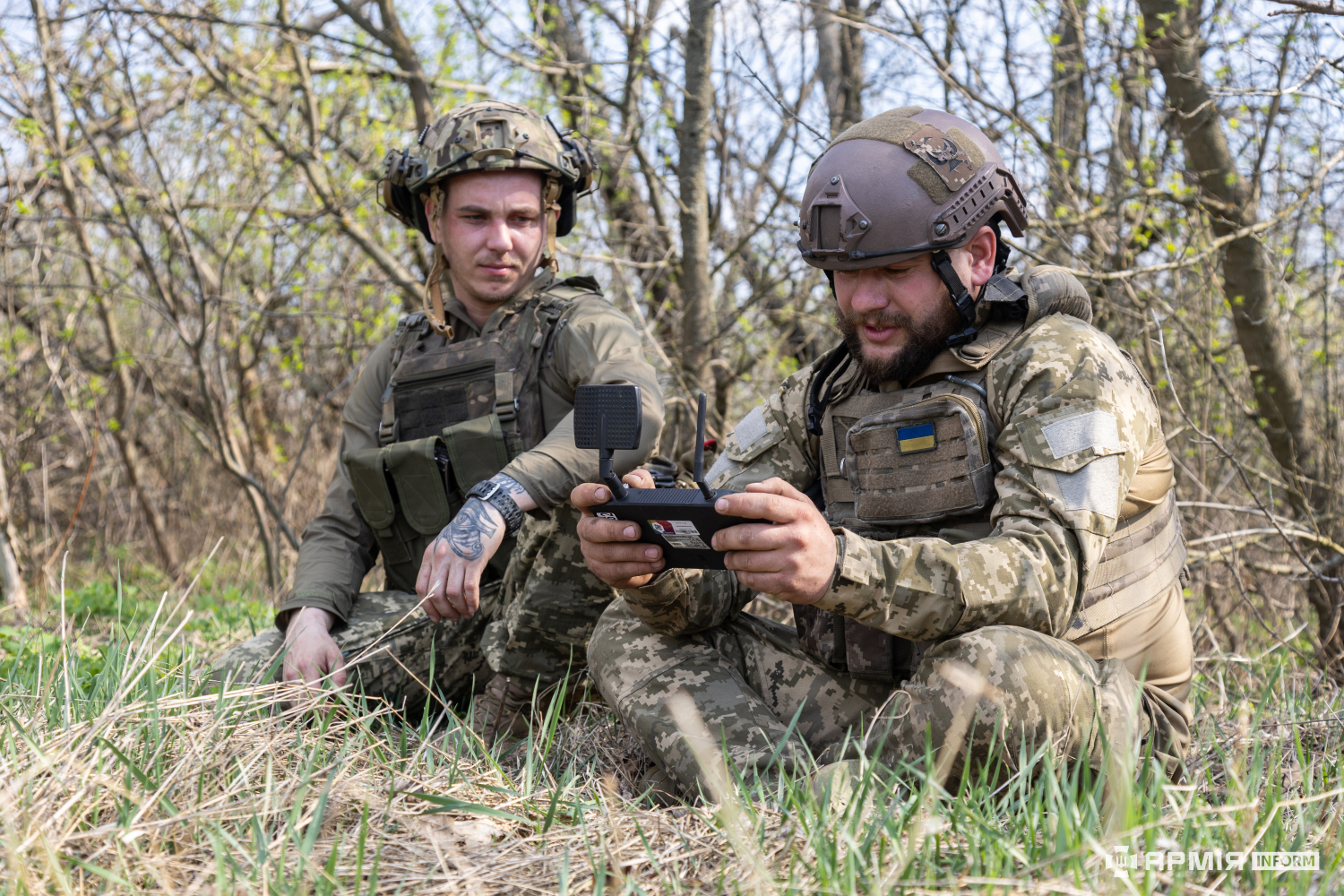
運用者
- ロシアのFPVクアッドコプターによって破壊されるバーバ・ヤーガの映像

## 構造
バーバ・ヤーガは4つ、6つ、または8つのローターを備えた大型のマルチロータードローンであり、赤外線（熱画像）カメラを搭載し、最大15kgのロケット弾頭を運搬できる。バーバー・ヤーガの起源は農業用マルチコプターである。ロシア国営メディアは、ドンバス東部で使用されているこのドローンは大型農業用ドローンをベースとしており、「獰猛な老婆」にちなんでバーバ・ヤーガのニックネームがつけられていると報じた。

## 使用
バーバ・ヤーガは「迫撃砲サイズの弾薬」を装備する爆撃機としてだけでなく、信号中継器、ジャミング対策装備、バッテリー、指向性アンテナを搭載する「母艦」のドローンとしても用いられた。このドローンの信号中継機能により、子機ドローンのバッテリー寿命と航続距離が延長された。ロシアのウクライナ侵攻中、このドローンは主に夜間に用いられている。

## 鹵獲
2023年12月、衛星ネットワーク「スターリンク」を通じて運用されていたウクライナのバーバ・ヤーガドローンをロシア軍が鹵獲したと報じられた。2024年6月27日、ロシア国防省は、自軍がこのドローンを爆撃や貨物輸送の任務に使用していると報告した。